# Светски куп у биатлону 2012/13 — 7. коло
Седмо коло Светског купа у биатлону 2012/13. одржано је од 27. до 3. марта 2013. године у Холменхолену, (Норвешка).

## Сатница такмичења
| Датум       | Време (UTC+1) | Дисциплина                   |
| ----------- | ------------- | ---------------------------- |
| 28. фебруар | 14:00         | Спринт 10 км, мушкарци       |
| 1. март     | 15:30         | Спринт 7,5 км, жене          |
| 2. март     | 14:00         | Потера 10 км, жене           |
| 2. март     | 15:45         | Потера 12,5 км, мушкарци     |
| 3. фебруар  | 11:30         | Масовни старт, жене          |
| 3. фебруар  | 15:00         | Масовни старт 15 км мушкарци |

## Резултати такмичења

### Мушкарци
| Дисциплина:                | Злато:                    | Време             | Сребро:                   | Време             | Бронза:                     | Време                                                            |
| Спринт 10 км детаљи        | Тарјеј Бе · Норвешка      | 25:44,5 (0+0)     | Мартен Фуркад · Француска | 25:44,6 (1+1)     | Андриј Дериземља · Украјина | 25:52,2 (0+0)                                                    |
| Потера 12,5 км детаљи      | Мартен Фуркад · Француска | 33:48,2 (0+1+0+1) | Тарјеј Бе · Норвешка      | 34:15,9 (0+2+0+1) | Александар Логинов · Русија | 34:23,7 (0+2+0+1)                                                |
| Масовни старт 15 км детаљи | Ондреј Моравец · Чешка    | 39:48,7 (0+0+0+1) | Мартен Фуркад · Француска | 40:02,4 (1+0+0+2) | Ерик Лесер · Немачка        | 40:05,5 (0+0+1+0)(0+0) (0+2) (0+1) (0+1) (0+0) (0+1) (0+0) (1+3) |

### Жене
| Дисциплина:                  | Злато:                 | Време             | Сребро:                        | Време             | Бронза:                        | Време             |
| Спринт 7,5 км детаљи         | Тора Бергер · Норвешка | 21:31,2 (0+0)     | Дарја Дормачева · Белорусија   | 21:43,2 (1+1)     | Анастасија Кузимина · Словачка | 22:02,1 (1+1)     |
| Потера 10 км детаљи          | Тора Бергер · Норвешка | 32:12,2 (0+1+2+1) | Мари Дорен Абер · Француска    | 32:43,4 (0+0+1+1) | Анастасија Кузимина · Словачка | 32:57,3 (1+0+2+1) |
| Масовни старт 12,5 км детаљи | Тора Бергер · Норвешка | 36:58,8 (0+0+0+2) | Анастасија Кузимина · Словачка | 37:04,2 (0+2+0+0) | Дарја Дормачева · Белорусија   | 37:22,1 (0+1+2+0) |

## Успеси
Навећи успеси свих времена
| - Антон Пантов, Казахстан, 59. место у спринту - Дамир Растић, Србија, 69. место у спринту - Мати Хакала, Финска, 75. место у спринту - Дино Бутковић, Хрватска, 76. место у спринту - Александар Логинов, Русија, 3. место у потери - Александар Печенкин, Русија, 22. место у потери - Јоханес Бе, Норвешка, 25. место у потери - Миланко Петровић, Србија, 35. место у потери - Ондреј Моравец, Чешка Република, 1. место маасован старт | - Марија Панфилова, Украјина}}, 17. место у спринту - Надзеја Писарева, Белорусија, 20. место у спринту - Еви Сахенбахер-Стеле, Немачка, 32. место у спринту и 29. у потери - Емилија Јорданова, Бугарска, 34. место у спринту и 19. у потери - Zanna Juskane, Летонија, 43. место у спринту - Катарина Инерофер, Аустрија, 45. место у спринту - Стефани Попова, Бугарска, 69. место у спринту - Ана Кристанова, Казахстан, 79. место у спринту - Тирил Екхоф\|, Норвешка, 6. место у потери - Irina Starykh, Русија, 21. место у потери - Валентина Назарове, Русија, 34. место у потери - Johanna Taliharm, Естонија, 45. место у потери |

Прва трка у светском купу
| - Александар Логинов, Русија, 5. место у спринту - Максим Цветков, Русија, 8. место у спринту - Јоханес Бе, Норвешка, 28. место у спринту - Александар Печенкин, Русија, 53. место у спринту - Дмитриј Русинов, Украјина, 54. место у спринту - Шон Доерти, САД, 85. место у спринту | - Лаура Далмајер, Немачка, 7. место у спринту - Irina Starykh, Русија, 37. место у спринту - Валентина Назарове, Русија, 57. место у спринту - Мона Брорсон, Шведска, 71. место у спринту - Ким Адолфсон, Шведска, 80. место у спринту |